# Невский институт языка и культуры
Автономная некоммерческая образовательная организация высшего образования Не́вский институ́т языка́ и культу́ры — частное образовательное учреждение высшего образования, основано в 1992 году.
В феврале 2017 года Рособрнадзор запретил приём новых абитуриентов в Невский институт языка и культуры вследствие неисполнения вузом предписаний в установленные сроки. 31 июля 2017 года решением Петроградского районного суда №5-522/2017-155 было установлено, что проверки Рособрнадзора были проведены с нарушениями, без соответствующего распоряжения.
Распоряжением Рособрнадзора от 09.11.2017 № 07-2625 все предписания были сняты.
26 апреля 2018 к «Невскому институту языка и культуры» присоединился «Восточный институт».

## Ректоры
1. Чекмарева Наталья Николаевна (1996—2008)
2. Диброва Марина Игоревна (2008 — по н.в.)

## Структура
Учебный процесс организован на трех факультетах — дневного обучения; заочного и очно-заочного обучения; факультета дополнительных образовательных программ. В структуру института входит Центр восточных языков и культур. Семь кафедр являются межфакультетскими:
- Кафедра лингвистики и перевода (ЛиП, выпускающая)
- Кафедра коммуникационных технологий и связей с общественностью (КТиСО, выпускающая)
- Кафедра регионоведения (выпускающая)
- Кафедра информационных систем и естественных наук (ИСиЕН)
- Кафедра культурологии и общегуманитарных дисциплин (КиОГД)
- Кафедра иностранных языков
- Кафедра русского языка как иностранного

## Образовательная деятельность
Обучение ведётся по следующим направлениям:
- Реклама и связи с общественностью (профили: Журналистика, Реклама и связи с общественностью в международной сфере деятельности)
- Лингвистика (перевод и переводоведение) — с основными языками: английский, немецкий, японский, китайский
- Зарубежное регионоведение (профили: Япония; Китай; Центральная и Восточная Европа)
- Дополнительное образование: повышение квалификации, ДПО и ДО
- Русский язык как иностранный

## Мероприятия
В институте проводятся различные мероприятия, открытые лекции, научные форумы. Ежегодно проводится научная конференция «Невские чтения».
В 2002 году студенты института начали большой проект «Колтовская слобода», на базе которого студенты отделения "Реклама и связи с общественностью" неоднократно занимали призовые места в конкурсе «Хрустальный апельсин».
В 2005 году в институте состоялась презентация Википедии для студентов и преподавателей.
В 2008 году начался второй этап проекта под названием «Наследники Колтовской слободы»
На базе и при участии Невского института языка и культуры в 2009—2011 годах проходили три Петербургских фестиваля языков.
В 2020 году проект по Колтовской слободе вдохновил студентов на новую победу — третье место в Фестивале социальный проектов «Миссия — сохранить».

## Конфликт вокруг здания на Большой Разночинной улице
С июля 1998 года Невский институт языка и культуры занимал двухэтажное здание бывшего детского сада трикотажной фабрики «Красное Знамя» по адресу Большая Разночинная улица, дом 27, литера А. Здание институт арендовал у компании «Лентрансгаз», которая, в свою очередь, получила его за долги от городских властей Санкт-Петербурга.
В 2008 году «Лентрансгаз» (сменивший имя на ООО «Газпром Трансгаз Санкт-Петербург») продал здание ООО «Приморский-Строй». Новый собственник стал прилагать усилия для досрочного расторжения договора аренды с институтом, действовавшего до конца 2012 года. Кульминацией противостояния ООО «Приморский-Строй» и Невского института языка и культуры стали события, произошедшие в ночь на 29 декабря 2011 года, когда группа рабочих во главе с генеральным директором ООО «Приморский-Строй» Денисом Котляром через окно проникла в здание и предприняла попытку демонтажа сантехнического оборудования. После вмешательства полиции здание было возвращено под контроль института.
В середине июля 2012 года, после нескольких судебных процессов, завершившихся в пользу ООО «Приморский-Строй», в планах которого было снести здание, Невский институт языка и культуры был вынужден покинуть здание на Большой Разночинной улице. Снести здание не удалось: оно было признано памятником культурно-исторического наследия.
Взамен были арендованы помещения на Чкаловском проспекте/Гатчинской улице (бывший Печатный двор), а также в здании «Невского проектно-конструкторского бюро» на Галерном проезде, где соседями НИЯК стали Международный банковский институт и Межрегиональный институт экономики и права при МПА ЕврАзЭС.
После присоединения Восточного института к Невскому институту языка и культуры перешло помещение на Васильевском острове по адресу Тучков переулок, дом 11/5, где он располагается и сейчас.